# المعهد العالي للعلوم التطبيقية والتكنولوجيا بالقصرين
المعهد العالي للعلوم التطبيقية والتكنولوجيا بالقصرين هو مؤسسة جامعية حكومية تونسية تابعة لجامعة القيروان ويقع في مدينة القصرين. تأسس المعهد سنة 2012.